# USB4
USB4 est la spécification du bus informatique USB. Sa première version a été annoncée par le USB Implementers Forum (USB-IF) le 29 août 2019.
Parmi les principales évolutions, le connecteur USB Type-C est requis, remplaçant l'USB Type-A et devenant l'unique port de cette version d'USB, ainsi que la spécification USB PD (en), qui permet d'alimenter et recharger un appareil via n'importe quel port USB4.

## Nom
La spécification USB4 version 1.0, publiée le 29 août 2019, utilise « Universal Serial Bus 4 » et spécifiquement « USB4 », c'est-à-dire que le nom court de la marque est délibérément sans espace de séparation par rapport aux versions précédentes. 
Plusieurs reportages avant la sortie de cette version utilisent la terminologie « USB 4.0 » et « USB 4 »,. Même après la publication de la révision 1.0, certaines sources écrivent « USB 4 », prétendant « refléter la façon dont les lecteurs font leurs recherches ».

## Spécifications

### Généralités
Le protocole USB4 est basé sur le protocole Thunderbolt 3 ; la spécification Thunderbolt 3 a été donnée à l'USB-IF par Intel Corp. L'architecture USB4 peut partager dynamiquement une seule liaison haut débit avec plusieurs types d'appareils finaux, servant au mieux chaque transfert par type de données et application. Les produits USB4 doivent prendre en charge un débit de 20 Gbit/s et peuvent prendre en charge un débit de 40 Gbit/s, mais en raison du tunnelage, même un débit nominal de 20 Gbit/s peut entraîner des débits de données effectifs plus élevés en USB4, par rapport à l'USB 3.2, lors de l'envoi de données mixtes. La prise en charge de l'interopérabilité avec les produits Thunderbolt 3 est requise pour les hôtes USB4 et les périphériques USB4, et est facultative pour les concentrateurs USB4 sur leurs ports orientés vers le bas et pour les stations d'accueil USB4 sur leurs ports orientés vers le bas et vers le haut. D'autre part, la prise en charge de l'USB4 est requise dans Thunderbolt 4. La spécification USB4 2.0 a été publiée le 18 octobre 2022 par le USB Implementers Forum. Windows 11 intègre nativement l'USB 4.2 depuis le 29 février 2024 permettant un débit théorique maximal de 80 Gbit/s.

### Objectifs de la conception
Les objectifs énoncés dans la spécification USB4 sont d'augmenter la bande passante, de contribuer à la convergence de l'écosystème des connecteurs USB-C et de « minimiser la confusion de l'utilisateur final ». Certains des domaines clés pour y parvenir sont l'utilisation d'un seul type de connecteur USB-C, tout en conservant la compatibilité avec les produits USB et Thunderbolt existants.

### Brochage

Brochage du réceptacle Type-C (vue de face)

USB4 possède 24 broches dans une coque USB type C symétrique. L'USB4 a 12 broches A sur le dessus et 12 broches B sur le dessous. 
USB4 possède deux voies de paires différentielles SuperSpeed. Le premier couloir utilise TX1+, TX1-, RX1+, RX1- et le deuxième couloir utilise TX2+, TX2-, RX2+, RX2-. USB4 transfère les données à 20 Gbp/s par voie. USB4 conserve également les différentiels D+ et D- pour le transfert USB 2.0.
Les canaux de configuration CC ont pour rôle de créer une relation entre les ports connectés, de détecter l'orientation de la prise grâce à la coque USB de type C réversible, de découvrir les broches d'alimentation VBUS, de déterminer l'ordre des voies SuperSpeed, et enfin, le protocole USB rend le canal de configuration CC responsable de l'entrée dans le fonctionnement de l'USB4.

## Support logiciel
USB4 est supporté par : 

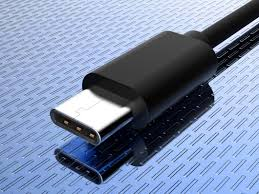
Câble USB4.

- Noyau Linux 5.6, sortie le 29 mars 2020[13] ;
- macOS Big Sur (11.0), sortie le 12 novembre 2020[14] ;
- Windows 11, sortie le 5 octobre 2021[15]

## Support matériel
Au cours du CES 2020, l'USB-IF et Intel ont déclaré leur intention d'autoriser les produits USB4 qui prennent en charge toutes les fonctionnalités optionnelles comme les produits Thunderbolt 4. Les premiers produits compatibles avec USB4 ont été les processeurs Tiger Lake d'Intel, d'autres appareils apparaissant vers la fin de 2020,.
Brad Saunders, PDG de l'USB Promoter Group, prévoit que la plupart des PC dotés de l'USB4 prendront en charge le Thunderbolt 3, mais que les fabricants de téléphones sont moins susceptibles de mettre en œuvre le support du Thunderbolt 3.
Le 3 mars 2020, Cypress Semiconductor a annoncé de nouveaux contrôleurs d'alimentation Type-C (PD) prenant en charge l'USB4, le CCG6DF à double port et le CCG6SF à port unique.
AMD a également déclaré que les processeurs Zen3+ (Rembrandt) prendront en charge l'USB4. Cependant, AMD a seulement annoncé le support de l'USB 3.2 Gen2x2 dans les processeurs Zen 4.